# Мала земля
«Мала земля», також Південно-Озереївська десантна операція — назва плацдарму в районі Станички (мис Мисхако) південніше Новоросійська, що утворився в результаті десантної операції загону морської піхоти чисельністю 271 (плюс три командира: Цезар Куніков, Федір Катанов — начальник штабу та Микола Старшинов — заступник командира з політичної частини) чоловік під командуванням майора Ц. Л. Кунікова в ніч на 4 лютого 1943. Оборона цього клаптика землі тривала 225 днів і завершилася вранці 16 вересня звільненням Новоросійська. За мужність і відвагу 21 воїн був удостоєний вищого ступеня відзнаки СРСР, вищого звання — Герой Радянського Союзу.

## Історія
Обстановка на південній частині радянсько-німецького фронту на початку 1943 року складалася таким чином: радянські війська завершували ліквідацію армії Паулюса під Сталінградом;
йшло наступ радянських військ на Ростов-на-Дону і Донбас;
на Кавказі готувалася наступальна операція на Майкопском напрямку силами Чорноморської групи (18, 46, 47, 56 армії) під командуванням генерала Петрова.
Ставка наказала генералу Тюленєву, командувачу Закавказьким фронтом, підготувати і провести наступ на Краснодар, щоб перерізати шляхи постачання і позбавити можливості відходу північнокавказькому угрупованню німецьких військ. Розроблений за наказом Ставки план складався з двох частин: «Гори» і «Море». Перша частина передбачала наступ в районі Гарячого Ключа, вихід до Краснодару, його звільнення і подальший наступ, щоб відрізати шляхи німецькому угрупованню, що рухається на Ростов. Частина «Море» передбачала наступ Чорноморської групи по суші, з одночасною висадкою морського й повітряного десанту з подальшим спільним наступом на Новоросійськ.
11 січня 1943 план був затверджений. За наказом Ставки, його реалізація повинна була початися негайно, тому реалізація плану «Гори» почалася вже наступного дня. Наступ проходило важко, але в цій частині увінчалося успіхом: до 23 січня була прорвана оборона німців південніше Краснодара, і шлях виведення німецьких військ з Північного Кавказу був відрізаний. У ході боїв, що тривали до початку лютого, радянські війська вийшли до Азовського моря і взяли Майкоп. Настав час для початку морської фази операції.

## Підготовка
Потрібно відзначити, що ще з листопада 1942 року, поза зв'язку з планом «Море», розроблявся план десантної операції в районі Новоросійська. Місця та порядок проведення операції були визначені: основний десант висаджувався з кораблів у районі Південної Озерейки, відволікаючий — в районі станички. Другий десант повинен був дезорієнтувати противника, створивши враження десантної операції на широкому фронті.
З листопада 1942 йшла підготовка військ: проводилися регулярні тренування, в ході яких відпрацьовувалася висадка з технікою на необладнаний берег і взаємодія десанту з кораблями вогневої підтримки.
Основна група десанту під командуванням полковника Гордєєва складалася з 83-й і 255-й бригад морської піхоти, 165-ї стрілецької бригади, окремого фронтового авіадесантного полку, окремого кулеметного батальйону, 563-го танкового батальйону, 29-го винищувально-протитанкового артилерійського полку. Допоміжний десант під командуванням майора Куникова складався з 275 бійців морської піхоти без важкого озброєння.
План передбачав висадку десанту відразу після прориву фронту під Новоросійськом силами 47-ї армії Чорноморської групи. Десант повинен був висадитися під прикриттям вогню кораблів підтримки та авіаційної бомбардування, придушити опір противника на березі, з'єднатися з висадженими повітряними десантниками, після чого прорватися до Новоросійську, з'єднатися з основними силами, забезпечити блокування і подальший захоплення міста.
Можна відзначити, що попередня підготовка особового складу і відпрацювання власне дій десанту була проведена цілком якісно. Однак, як показали наступні трагічні події, організація доставки десанту, узгодження дій різних беруть участь в операції формувань виявилися недостатньо відпрацьованими. Так, наприклад, десантні групи перебували у трьох різних портах, що не могло не створити додаткові складнощі з синхронної доставкою їх в точки десантування. Засоби десантування рухалися до точки висадки своїм ходом, відповідно, група кораблів десанту була змушена рівнятися у своєму русі по самим тихохідним з них.

## Початок операції
За наказом генерала Петрова, десантна операція повинна була початися 4 лютого в 1:00 00 хвилин (1:00). Безпосереднім командувачем операцією був віце-адмірал Октябрський. Групою кораблів вогневої підтримки командував віце-адмірал Володимирський, групою кораблів-транспортів з десантом і засобів десантування — контр-адмірал Басистий.
Накладки почалися відразу ж: вже при завантаженні першої групи десанту в Геленджику через погану організацію вантаження і поганої погоди вихід кораблів затримався на одну годину двадцять хвилин. У 0:12 контр-адмірал Басистий повідомив у групу кораблів вогневої підтримки про затримку і попросив перенести початок вогневої підготовки на півтори години, одночасно звернувшись за відповідним наказом до командувача. Володимирський, не чекаючи наказу, передав розпорядження про перенесення часу початку операції на свої кораблі. В результаті група вогневої підтримки виявилася змушена перебувати поблизу берега, не відкриваючи вогню, але при цьому демаскуючи точку висадки. Дізнавшись про затримку, віце-адмірал Октябрський зажадав відкриття вогню згідно з планом, але його наказ дістався до кораблів вогневої підтримки лише через 45 хвилин після планового часу відкриття вогню. Авіація взагалі не отримала ніяких наказів про зміну планів, зробивши в розрахункові терміни бомбового удару по позиціях противника і висадку парашутного десанту. Ефективність вогню з кораблів виявилася нижче планованої: значна частина вогневих засобів противника НЕ була пригнічена і пізніше вступила в бій.
Основні сили морського десанту добралися в точку висадки лише тоді, коли вогнева підготовка, під прикриттям якої вони повинні були висаджуватися, підійшла до кінця. Десантників зустрів щільний вогонь зі всіх видів зброї. Канонерські човни, які повинні були підтримувати десант вогнем, не могли підійти до берега. Висадився лише перший ешелон десанту, близько 1 500 осіб з 16 танками, кораблі з рештою десантниками змушені були відійти. Протягом трьох діб десант вів бій, не отримуючи підкріплень і бойових припасів. Невеликий загін пробився до Станички, де вів бій допоміжний десант, 25 людей з'єдналися з парашутним десантом і були пізніше зняті кораблями, кілька людей пішли в гори.
Дії допоміжного десанту, які готував і координував контр-адмірал Холостяков, виявилися набагато більш успішними: підійшовши до берега в розрахунковий час, кораблі відкрили вогонь по вогневих точках противника, поставили димову завісу вздовж берега, під прикриттям якої передовий загін десанту швидко і організовано висадився і закріпився на березі вже через годину. Потім, після висадки основних сил, плацдарм був розширений, десантники захопили кілька кварталів у південній частині станички.
У цей момент радянське командування упустило ще одну можливість: оперативно дати наказ про перехід кораблів з залишеною частиною основного десанту в район станички і висадці цих військ там. У сформованій оперативній обстановці це було єдино вірним рішенням, але Октябрьський не прийняв його, Петров з якихось причин не віддав відповідного наказу і лише після повернення кораблів в Геленджик і Туапсе, коли ситуація була повністю повідомлена командувачу фронтом, Тюленєв особисто наказав Октябрьському висадити залишки десанту на захоплений плацдарм і утримувати його будь-якими засобами. Але момент раптовості був вже остаточно втрачений.
Таким чином, план операції «Море» провалився. Таки отримавші підкріплення десантники змогли лише утримувати захоплений плацдарм, про який-небудь наступ поки що не могло бути й мови. За погану підготовку операції і невміле керівництво віце-адмірал Октябрський був знятий з посади і призначений з пониженням — командувачем Амурської військової флотилії на Далекому Сході.

## Оборона Малої землі
Передовий загін відволікаючого десанту, висадившись в районі станички, швидкими і рішучими діями забезпечив захоплення та утримання ділянки берегової смуги шириною в кілька кілометрів. Протягом ночі 4 лютого висадилося ще два загони десантників, таким чином, вдень 4 лютого на п'ятачку оборонялось вже понад 800 осіб. Німці оперативно відреагували на висадку, по десанту вівся безперервний артилерійський вогонь, наносилися бомбові удари, було зроблено декілька спроб контратакувати і скинути десант у море, але в першу добу плацдарм вдалося утримати. Після того, як радянське командування переконалося в провалі основного десанту, почалося перекидання військ на захоплений плацдарм. Протягом п'яти ночей на берег були висаджені дві бригади морської піхоти, стрілецька бригада, винищувально-протитанковий полк, доставлено кілька сотень тонн спорядження. Чисельність угрупування військ була доведена до 17 тисяч, пізніше на плацдармі висадилося ще п'ять партизанських загонів.
Зволікання з перенесенням основного місця десантування дозволило німцям блокувати десант і зробило неможливим наступ на Новоросійськ. Проте командування ухвалило рішення утримувати захоплений плацдарм, щоб використовувати його згодом, у більш сприятливих умовах. Мала земля розглядалася як ключ до звільнення Таманського півострова.
Підрозділи, що оборонялись, перебували у вкрай невигідних умовах, на відкритій, відмінно прострілюваній місцевості, у той час як противник володів усіма довколішніми висотами. Тому оборона була можлива тільки за рахунок проведення величезних за масштабом саперних робіт, якими керував інженер-капітан Турбаєвський Кирило Іванович: вся зайнята територія була порита траншеями, в тому числі в скельному ґрунті, було обладнано 230 прихованих спостережних пунктів і більше 500 вогневих точок, створені підземні склади, командний пункт знаходився в скельному притулку на глибині шести метрів. Доставлення вантажів і поповнення були з очевидних причин утруднені, тому захисники Малої землі постійно зазнавали труднощів з постачанням, в тому числі боєприпасами і продовольством. За свідченням Брежнєва, цілі підрозділи посилали до лісу збирати дикий часник.
17 квітня противник зробив спробу ліквідувати плацдарм. Для цього була створена ударна група військ чисельністю 27 тисяч чоловік під командуванням Вецеля. Наступ велося за підтримки авіації і важкої артилерії, бомбардування велася практично безперервно, авіація противника мала переважна кількісну перевагу. На море діяла спеціально створена група «Бокс», до якої входили торпедні катери і підводні човни, на неї покладалося завдання перерізання комунікацій і знищення відступаючих радянських військ. У безперервних атаках і бомбардуваннях пройшло три доби, проте, плацдарм втримався. Бажаючи в що б те не стало зберегти Малу землю, командування виділило з резерву Ставки три авіаційних корпусу, що забезпечили перевагу в повітрі та завдавання бомбових ударів по німецьких позиціях. Авіації вдалося знищити два німецьких аеродроми, після чого інтенсивність бомбардувань Малої землі відразу ж знизилася.
Бої на Малій землі тривали ще три з половиною місяці. 9 вересня почалася операція з узяття Новоросійська, в якій плацдарм в районі станички зіграв свою роль — з нього наступала одна з трьох груп військ, що забезпечували блокування та захоплення міста. До 16 вересня Новоросійськ був звільнений. Ця дата вважається також датою закінчення оборони Малої землі, яка протривала 225 днів.

## Музеї та пам'ятники
- Про історію десанту можна дізнатися в Новоросійському державному історичному музеї-заповіднику, у якому представлені різні речі, документи і три діорами.
- У районі Мисхако знаходиться меморіальний ансамбль.

## Мала Земля у радянській військовій історії
Спочатку оборона Малої землі розглядалася у радянській військовій історії як один з безумовно героїчних і заслуговуючих уваги, але все ж цілком рядових епізодів Великої Вітчизняної війни.
У 1970-х роках почався процес поступового підвищення ролі цього епізоду, пов'язаний з ім'ям Леоніда Ілліча Брежнєва, який у роки війни, будучи армійським політичним працівником, у військовому званні полковника воював на Малій землі. Л. І. Брежнєв опублікував частину мемуарів, що відносяться до періоду Великої Вітчизняної війни, під назвою «Мала земля».